# فاطمة بيزيرا
ماريا دي فاطمة بيزيرا (بالبرتغالية: Maria de Fátima Bezerra‏) (ولدت في 19 مايو 1955) هي سياسية برازيلية. تشغل منصب حاكم ولاية ريو غراندي دو نورتي منذ يناير 2019. كانت نائبة في مجلس نواب البرازيل عن ولاية ريو غراندي دو نورتي في السابق من 2003 إلى 2015 وكسيناتورة في مجلس الشيوخ الاتحادي للبرازيل عن ولاية ريو غراندي دو سول من 2015 إلى 2019. وهي عضو في حزب العمال البرازيلي.
بيريزا امرأة مثلية الجنس علنا. وتعتبر أول امرأة مثلية تشغل منصب حاكم ولاية برازيلية.

## السيرة الذاتية
ابنة سيفيرينو بيزيرا دي ميديروس ولوزيا ميرسيز دو أمارال، ولدت فاطمة بيزيرا في نوفا بالميرا، بارايبا، لكنها انتقلت إلى ناتال، ريو غراندي دو نورتي في سن المراهقة. تخرجت في عام 1980 في علم أصول التدريس من الجامعة الاتحادية في ريو غراندي دو نورتي، وأصبحت بعد فترة وجيزة مدرسة في مدرسة عامة في مجلس مدينة ناتال وحكومة الولاية. كانت بالإضافة إلى ذلك نائبة الرئيس (1980-1982) ورئيسة (1982-1985) لجمعية المستشارين التربويين، والأمينة العامة لنقابة المعلمين (1985-1987)، والأمين العامة (1989-1991) والرئيسة (1991-1994) لاتحاد عمال التعليم، وجميعها في ولاية ريو غراندي دو نورتي.

## المهنة السياسية

### نائبة الولاية
ٱنتُخبت فاطمة بيزيرا كعضوة في حزب العمال البرازيلي منذ عام 1981 نائبة في الجمعية التشريعية في ريو غراندي دو نورتي لفترتين: في عام 1994 بأغلبية 8,347 صوتًا؛ وفي عام 1998 بأغلبية 30,697 صوتًا. كانت رئيسة لجنة حقوق الإنسان ولجنة حماية المستهلك والبيئة والداخلية خلال الفترة التي بقيت فيها في الجمعية التشريعية في ريو غراندي دو نورتي. كما مثلت السلطة التشريعية في ريو غراندي دو سول في مجلس الولاية للدفاع عن حقوق الإنسان والمواطنة وفي مجلس الولاية للبيئة. تم تفويضها بصفتها عضوة في البرلمان إلى المؤتمر العالمي الرابع للمرأة (بيجين، 1995) والمنتدى الاجتماعي العالمي الأول والثاني (بورتو أليغري، البرازيل 2001 و 2002) وشاركت في الاجتماع الدولي للتضامن مع المرأة الكوبية (هافانا، 1998). بالإضافة إلى ذلك، كانت فاطمة بيزيرا في أعوام 1996 و 2000 و 2004 و 2008 مرشحة أربع مرات للحكومة البلدية لناتال، وخسرت على التوالي أمام ويلما دي فاريا (مرتين) وكارلوس إدواردو ألفيس وميكارلا دي سوزا، حتى عام 2012 متى تخلت عن الترشح للمنصب وأطلقت ترشيح فرناندو مينيرو (حزب العمال)، الذي خسر أيضًا الانتخابات في عامي 2012 و 2016.

### نائبة فيدرالية
ترشحت فاطمة بيزيرا لمنصب نائبة فيدرالية عن ريو غراندي دو نورتي في عام 2002 وتمكنت من الحصول على أكثر الأصوات في ولايتها حيث وصلت إلى مجموع 161,875 صوتًا. أعيد انتخابها في عام 2006 بأغلبية 116,243 صوتًا، وفي عام 2010 بأغلبية 220,355 صوتًا وهو العام الذي حصلت فيه على خامس أفضل عدد أصوات تمثيل نسبي- في البلاد بالإضافة إلى تحقيق أكبر تصويت حصل عليه النائب في ريو غراندي دو نورتي. صوتت خلال فترة ولايته الأولى في مجلس نواب البرازيل في أغسطس 2003 لصالح اقتراح إصلاح المعاشات التقاعدية في البرازيل الذي قدمته الحكومة الرئيس لويس إيناسيو لولا دا سيلفا (2003-2007) والذي تمت الموافقة عليه في جولتين في مجلس النواب وإرساله إلى مجلس الشيوخ الاتحادي للبرازيل. صدر التعديل الدستوري الذي غير نظام المعاشات التقاعدية في البلاد في ديسمبر من نفس العام من قبل رئيس مجلس الشيوخ آنذاك جوسيه سارني (عن حزب الحركة الديمقراطية البرازيلية). شغلت فاطمة بيزيرا في عام 2004 منصب رئيس اللجنة الخاصة لعام المرأة؟، وتم اختيارها في عام 2005 كرئيسة للجنة التشريع التشاركية، وأصبحت رئيسة اللجنة الدائمة للتربية والثقافة والرياضة في عام 2006. شغلت في عام 2007 منصب النائب الثاني لرئيس للجنة خاصة أنشأت «صندوق صيانة وتطوير التعليم الأساسي وتثمين محترفي التعليم» والذي وافق عليه المجلس الوطني البرازيلي في ديسمبر. شغلت فاطمة بيريزا خلال فترة ولايتها الأخيرة في مجلس النواب البرازيلي في عام 2011 رئاسة لجنة التعليم بالإضافة إلى عملها في اللجنة الخاصة التي ناقشت مشروع القانون 8035/10 حول «خطة التعليم الوطنية» المسؤولة عن إنشاء المبادئ التوجيهية للتعليم البرازيلي بحلول عام 2020.

### سيناتورة فيديرالية
ترشحت بيريزا لمنصب عضو مجلس الشيوخ عن ولاية ريو غراندي دو نورتي في عام 2014 على القائمة التي دعمت روبنسون فاريا من الحزب الديمقراطي الاجتماعي لمنصب الحاكم. بعد هزيمة الحاكم السابق ويلما دي فاريا من الحزب الاشتراكي البرازيلي، تمكنت فاطمة بيزيرا من الفوز بمجموع 808,055 صوتًا وهو ما يمثل 54.84% من الأصوات. صوتت بيزيرا في أكتوبر 2017 ضد الإبقاء على ولاية السناتور إيشيو نيفيس الذي اعترف وأيد قرار اللجنة الأولى للمحكمة الفيدرالية العليا في العملية التي اتهم فيها بالفساد وعرقلة سير العدالة لأنه طلب مليوني ريال من رجل الأعمال جوزلي باتيستا في فضيحة عملية مغسل السيارات. تولى نائبه الأول جان بول براتيس (حزب العمال) مهام المنصب بعد انتخاب إيشيو نيفيس لعضوية حكومة ولاية ميناس غرايس.

## حاكمة الولاية
ترشحت فاطمة بيزيرا في انتخابات ولاية ريو غراندي دو نورتي 2018 لحكومة ريو غراندي دو نورتي من خلال الائتلاف Do Lado Certo المكون من حزب العمال البرازيلي والحزب الشيوعي البرازيلي وحزب التضامن الإنساني، مع نائب المحامي أنتينور روبرتو وجاءت في المركز الأول في الجولة الأولى بحصولها على 748,150 صوتًا (46.17% من الأصوات الصالحة) وهزمت الحاكم آنذاك روبنسون فاريا (الذي جاء في المرتبة الثالثة) وقبل عمدة ناتال السابق كارلوس إدواردو ألفيس (الذي جاء في المرتبة الثانية) وتنافست ضده في الجولة الثانية. تم انتخابها في الجولة الثانية كحاكمة للولاية بمجموع 1,022,910 (57.60% من الأصوات الصالحة) لتصبح صاحبة أكبر عدد أصوات في تصويت بين جميع الحكام المنتخبين في تاريخ ريو غراندي دو نورتي.

## الحياة الخاصة
أعلنت بيريزا عن كونها امرأة مثلية الجنس بعد أن أعلن حاكم ولاية ريو غراندي دو سول إدواردو لايت في يوليو 2022 عن كونه رجلا مثلي الجنس، مما يجعلهما أول امرأة ورجل مثليين يشغلان منصب حاكم ولاية برازيلية.